# T'z Aiko
T'z Aiko（ティーズアイコ、1994年2月15日 - ）は、神奈川県出身、日本のサクソフォーン奏者。本名・手錢葵子。神奈川県横浜市中区生まれ。

## 人物・来歴
5歳よりピアノを、12歳から吹奏楽部でサクソフォーンを始め、親しい友人から呼ばれていた"ちゃむ"というニックネーム名義で高校時代よりモデルなどの芸能活動を始める。神奈川県立弥栄高等学校、東京音楽大学音楽学部器楽科卒業。
サクソフォーンを田村真寛、小串俊寿に師事。サクソフォーン奏者であるとともに、ディスクジョッキー（FM横浜）・MC・司会・ナレーション・モデル・インストラクター・クリエイター・コンサルタントなど音楽以外の分野においても多岐に渡り「マルチ・タレント・アーティスト」という独自の活動をしている。

## メディア出演歴
- Panasonic ハイレゾリューションオーディオ対応 Hi-Fiオーディオ『Technics』インタビュー [1]
- 日本テレビ『マツコ会議』インタビュー&演奏
- BSテレ東『T.LEAGUE』オープニング・セレモニー
- BSフジ『世界の音楽』番組レギュラー司会
- FM横浜『あなたと夜と吹奏楽』ラジオDJ[2]
- 朝日新聞「ラジオアングル」[3]
- 毎日新聞「かながわ多彩多彩」[4]
- TV Bros.5月号「Cultere Bros. RADIO」[5]